# Curtiss YA-10
Curtiss YA-10 – wersja rozwojowa samolotu Curtiss A-8, wersją produkcyjną tego samolotu był w mało zmienionej formie Curtiss A-12 Shrike.

## Historia
Curtiss YA-10 (Curtiss Model 59B) był wersją rozwojową samolotu Curtiss YA-8.  Pierwszy samolot z tej serii, number seryjny 32-344, został wyposażony w chłodzony powietrzem silnik gwiazdowy typu Pratt & Whitney R-1690-9 (R-1690D) Hornet o mocy 630 KM.  Oprócz zmiany silnika w samolocie dokonano niewielkich zmian konstrukcyjnych które spowodowały zwiększenie masy startowej z 5888 do 6135 funtów (2671 do 2783 kg) co spowodowało zmniejszenie prędkości maksymalnej z 294,5 km/h na 281,6 km/h.
Modyfikacje zakończono na początku września i 8 września 1932 samolot został przekazany do bazy Wright Field.  Oblatywanie i testowanie nowego samolotu trwało trzy tygodnie i nowa konstrukcja została oceniona bardzo pozytywnie.  Podstawową zaletą samolotu był chłodzony powietrzem silnik gwiazdowy który był uważany za mniej podatny na uszkodzenia bojowe niż chłodzony cieczą silnik rzędowy.  Po testach, USAAC zamówił 46 samolotów w tej wersji, ale pod oznaczeniem Curtiss A-12 Shrike.  Jeden samolot został zamówiony także przez United States Navy, gdzie nosił oznaczenie XS2C-1.
6 grudnia maszyna została przekazana do 13 Dywizjonu Szturmowego w Fort Crockett w celu dalszej ewaluacji samolotu.  W tym czasie samolot był pomalowany w ówczesne kolory Dywizjonu (szaro-oliwkowy i żółty) i nosił godło dywizjonu oraz biały numer burtowy 63.  W lipcu 1934 samolot został przekazany do bazy Barksdale Field w Luizjanie gdzie usunięto z niego godło jego wcześniejszego dywizjonu i otrzymał nowy numer 120.  29 kwietnia 1934 samolot przekazano do bazy San Antonio Air Depot, a następnie, 8 sierpnia został przeznaczony do służby w Command and General Staff College w Forth Leavenwhorth.  Po listopadzie 1936 samolot został przemalowany na standardowe wówczas kolory żółty i niebieski (z czerwono-żółtą szachownicą na owiewce silnika) i otrzymał numer 7.  18 kwietnia 1937, samolot nosił numer 20 z innym typem szachownicy na owiewce i podobnym wzorem namalowanym na owiewkach kół.  W tym czasie owiewki kół były często zdejmowane aby zapobiec gromadzenia się w nich błota.
14 września 1938 samolot został przekazany do bazy Chanute Field, gdzie został złomowany 23 lutego 1939, łącznie przebywał w powietrzu 2199 godzin.